# Крайові води

Положення у розрізі підошвенних та краєвих вод відносно нафтового покладу

Крайові води — пластова вода, яка оточує поклад нафти (чи газу) по його краях.
Вільні води, які оточують поклад, заповнюючи поровий простір нижче та навколо нього мають назву підошовних та крайових вод залежно від їх положення відносно покладів.
Якщо нафтовий пласт відслонений, його верхня частина до деякої глибини може бути заповнена верхньою крайовою водою (атмосферного походження). Нижня крайова вода підпирає поклади поза зовнішнім контуром нафтогазоносності.